# Ferrari Dino 166P

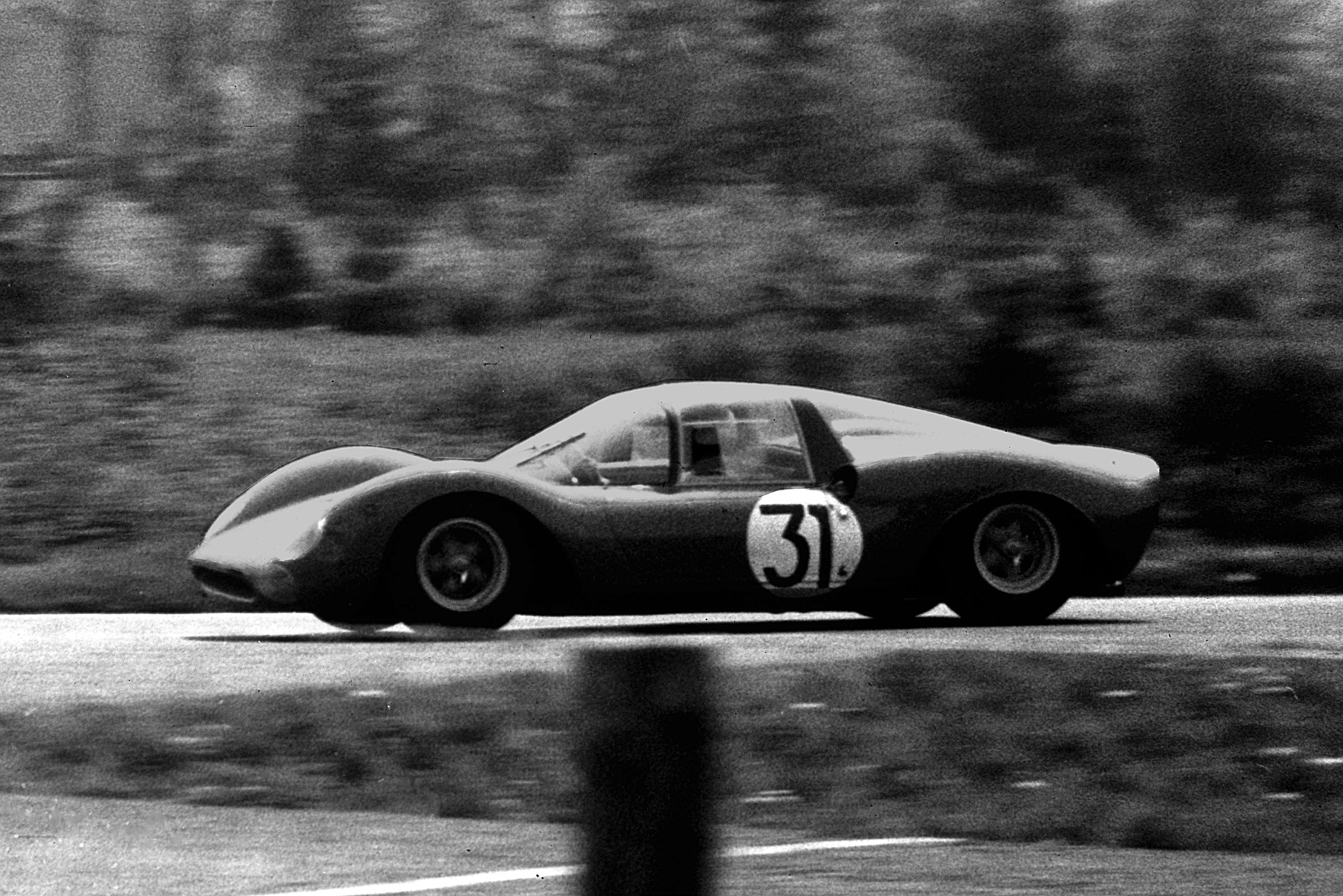
Fahrgestell 0834 beim 1000-km-Rennen auf dem Nürburgring 1965; am Steuer Lorenzo Bandini, der gemeinsam mit Nino Vaccarella das Rennen als Vierter beendete

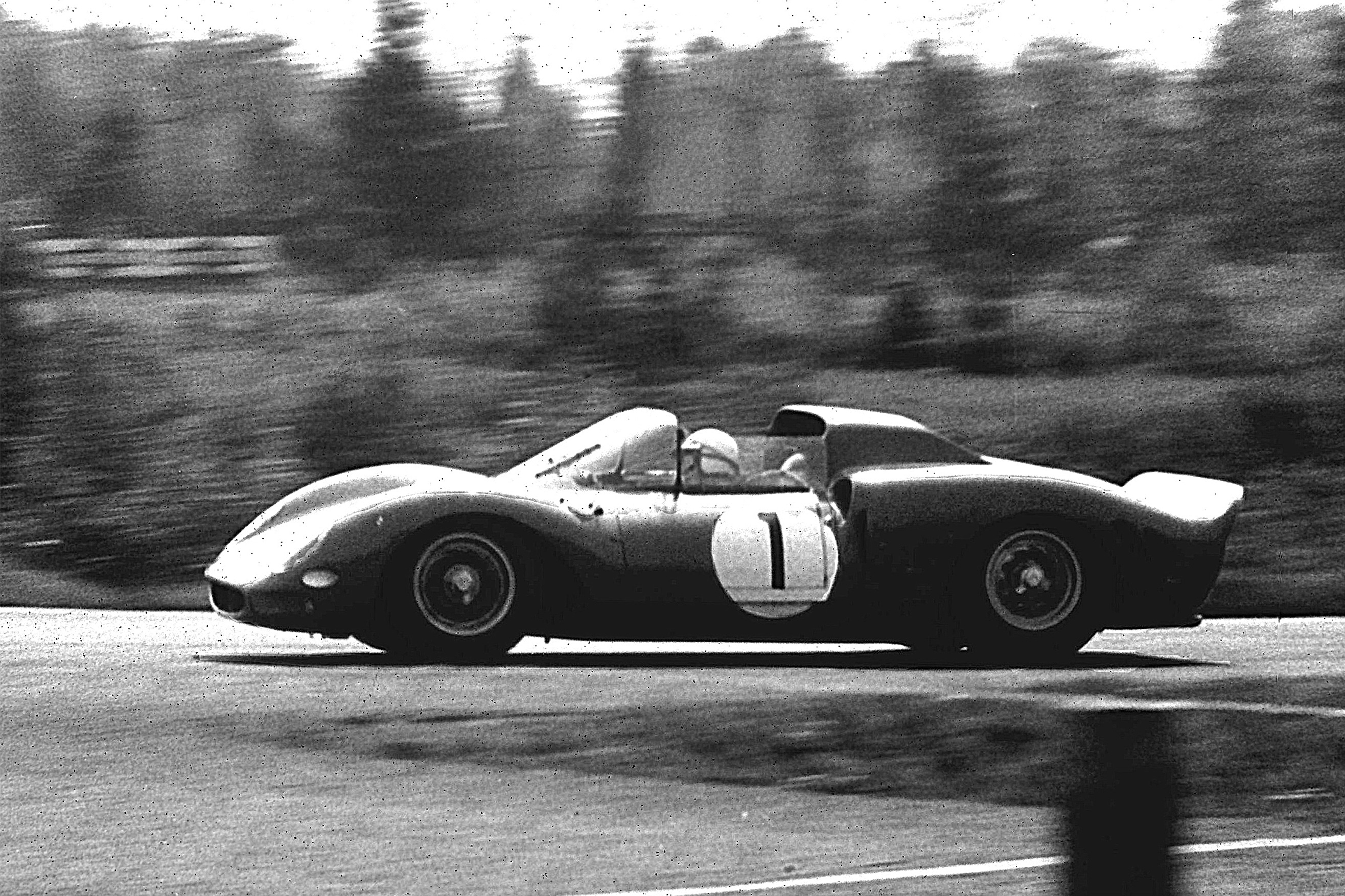
Der große Bruder des 166P, der 330P2. Hier ebenfalls beim 1000-km-Rennen auf dem Nürburgring 1965; am Steuer John Surtees bei seiner Siegesfahrt

Der Ferrari Dino 166P war ein von der Scuderia Ferrari 1965 entwickelter Rennsportwagen.

## Hintergrund und Technik
In der Historie der Ferrari-Rennsportwagenmodelle gilt der Dino 166P als der kleine P2, da die Karosserieform ähnlich war. Wie beim Dino 246SP kam auch bei diesem Modell Ferrari-Formel-1-Technologie zum Einsatz. Der Motor hatte seinen Ursprung im Ferrari 156, mit dem Phil Hill 1961 die Formel-1-Weltmeisterschaft gewann. Das V6-Triebwerk hatte einen Zylinderwinkel von 60 Grad, vier obenliegende Nockenwellen und eine Doppelzündung. Die Leistung wurde mit 185 PS angegeben. Das 5-Gang-Getriebe war direkt mit dem Differential verblockt. Das Fahrgestell hatte Einzelradaufhängungen und vier innenbelüftete, hinten innenliegende, Scheibenbremsen.

## Renngeschichte
Der Dino 166P wurde nur bei vier Rennveranstaltungen eingesetzt. Beim ersten Renneinsatz, dem 1000-km-Rennen von Monza 1965, kam Fahrgestell 0834 am Renntag nicht einmal eine Runde weit; schon knapp nach dem Start hatte der Wagen einen Motorschaden. Als Fahrer hatte die Scuderia die beiden Italiener Giancarlo Baghetti und Giampiero Biscaldi gemeldet. Beim zweiten Einsatz gab es den ersten und einzigen Rennsieg für den Dino 166P. Lorenzo Bandini siegte beim Großen Preis von Rom.
Der Dino 166P wurde 1965 auch beim 1000-km-Rennen auf dem Nürburgring für die Klasse der Prototypen bis 2 Liter Hubraum gemeldet. Teamkollege von Bandini war Nino Vaccarella. Nach rund sieben Stunden Fahrzeit belegten die beiden Italiener in der Gesamtwertung den vierten Rang. Der Rückstand auf die Teamkollegen John Surtees und Ludovico Scarfiotti, die einen Ferrari 330P2 fuhren, betrug eine Runde.
Beim vierten und letzten Renneinsatz, dem 24-Stunden-Rennen von Le Mans,  fiel das Dino-Modell ähnlich früh aus wie in Monza. Gefahren wurde der Wagen diesmal von Baghetti und Mario Casoni. Baghetti hatte schon in der zweiten Rennrunde einen Motorschaden und musste aufgeben.
Nach dem Rennen in Le Mans wurde das Fahrgestell umgebaut und als Dino 206P vor allem bei Bergrennen eingesetzt.